# Puchar Turcji w piłce siatkowej mężczyzn (2023/2024)
Puchar Turcji w piłce siatkowej mężczyzn 2023/2024 (oficjalnie: Erkekler AXA Sigorta Kupa Voley 2023/2024) – 30. edycja siatkarskiego Pucharu Turcji zorganizowana przez Turecki Związek Piłki Siatkowej (Türkiye Voleybol Federasyonu, TVF). Zainaugurowana została 12 października 2023 roku.
W rozgrywkach uczestniczyło 14 drużyn grających w AXA Sigorta Efeler Ligi. Rozgrywki składały się z fazy grupowej, ćwierćfinałów oraz turnieju finałowego, w ramach którego rozegrane zostały półfinały i finał.
Turniej finałowy odbył się w dniach 26-27 marca 2024 roku w Cengiz Göllü Voleybol Salonu w Bursie. Po raz dziewiąty, jednocześnie drugi raz z rzędu, Puchar Turcji zdobył klub Halkbank, który w finale pokonał Arkas Spor. MVP finału wybrany został Holender Nimir Abdel-Aziz.
Sponsorem tytularnym Pucharu Turcji była firma ubezpieczeniowa AXA Sigorta.

## System rozgrywek
Rozgrywki o Puchar Turcji w sezonie 2023/2024 składały się z fazy grupowej, ćwierćfinałów oraz turnieju finałowego.
Faza grupowa

W fazie grupowej uczestniczyło 10 drużyn, tj. wszyscy uczestnicy najwyższej klasy rozgrywkowej, z wyjątkiem tych klubów, które w sezonie 2022/2023 zajęły miejsca 1-4. Zostały one podzielone na trzy grupy za pomocą tzw. systemu serpentyny na podstawie miejsc zajętych w rozgrywkach ligowych w sezonie 2022/2023. W ramach grupy zespoły rozegrały między sobą po jednym spotkaniu. Do ćwierćfinałów awansowali zwycięzcy grup oraz najlepsza drużyna z drugiego miejsca. Ze względu na to, że grupy A i B liczyły trzy zespoły, a grupa C – 4 zespoły, do klasyfikacji drugich miejsc nie wliczono meczu drużyny, która zajęła 2. miejsce w grupie C, z tą z ostatniego miejsca w tej grupie.
| Grupa A | Grupa B                                                                  | Grupa C                                                               |
| --- | ------------------------------------------------------------------------ | --------------------------------------------------------------------- |
| 5. miejsce w AXA Sigorta Efeler Ligi (Galatasaray HDI Sigorta) | 6. miejsce w AXA Sigorta Efeler Ligi (Bursa Büyükşehir Belediyesi)       | 7. miejsce w AXA Sigorta Efeler Ligi (Rams Global Cizre Belediyespor) |
| 10. miejsce w AXA Sigorta Efeler Ligi (Bigadiç Belediyespor)(1) | 9. miejsce w AXA Sigorta Efeler Ligi (Spor Toto)                         | 8. miejsce w AXA Sigorta Efeler Ligi (Türşad)                         |
| 11. miejsce w AXA Sigorta Efeler Ligi (Develi Belediyespor) | 12. miejsce w AXA Sigorta Efeler Ligi (Hatay Büyükşehir Belediyespor)(2) | 1. miejsce w 1. Lidze (Brand Group Alanya Belediyespor)               |
| |                                                                          | 2. miejsce w 1. Lidze (Kuşgöz İzmir Vinç Akkuş Belediyespor)          |
| Uwagi: (1) Bigadiç Belediyespor przejął licencję od klubu Hekimoğlu Global Connect Travel Bursa, który zajął 10. miejsce w AXA Sigorta Efeler Ligi w sezonie 2022/2023. (2) Z powodu trzęsienia ziemi, które miało miejsce 6 lutego 2023 roku, Hatay Büyükşehir Belediyespor wycofał się z rozgrywek i nie był klasyfikowany. |                                                                          |                                                                       |

Ćwierćfinały

Od ćwierćfinałów udział w rozgrywkach rozpoczęły drużyny, które w AXA Sigorta Efeler Ligi w sezonie 2022/2023 zajęły miejsca 1-4. Zostały one rozstawione w drabince turniejowej. Do nich dolosowane zostały zespoły, które awansowały z fazy zasadniczej. Losowanie odbyło się 20 grudnia. Oprócz ćwierćfinałowych par wyłoniło ono również drabinkę turniejową na dalszą część rozgrywek. W parach drużyny rozegrały jedno spotkanie decydujące o awansie do półfinału. Gospodarzem meczu w parze był rozstawiony zespół.
Turniej finałowy

Turniej finałowy składał się z półfinałów i finału. Nie był grany mecz o 3. miejsce. Pary półfinałowe powstały zgodnie z drabinką turniejową. Zwycięzcy półfinałów rozegrali mecz finałowy o Puchar Turcji.

## Drużyny uczestniczące
W Pucharze Turcji w sezonie 2023/2024 uczestniczyły wszystkie drużyny grające w najwyższej klasie rozgrywkowej – AXA Sigorta Efeler Ligi.
| AXA Sigorta Efeler Ligi (14 drużyn)  | AXA Sigorta Efeler Ligi (14 drużyn) |
| ------------------------------------ | ----------------------------------- |
| Arkas Spor                           | finał                               |
| Bigadiç Belediyespor                 | faza grupowa                        |
| Brand Group Alanya Belediyespor      | ćwierćfinał                         |
| Bursa Büyükşehir Belediyesi          | faza grupowa                        |
| Develi Belediyespor                  | faza grupowa                        |
| Fenerbahçe Parolapara                | półfinał                            |
| Galatasaray HDI Sigorta              | ćwierćfinał                         |
| Halkbank                             | zwycięstwo                          |
| Hatay Büyükşehir Belediyespor        | faza grupowa                        |
| Kuşgöz İzmir Vinç Akkuş Belediyespor | ćwierćfinał                         |
| Rams Global Cizre Belediyespor       | faza grupowa                        |
| Spor Toto                            | ćwierćfinał                         |
| Türşad                               | faza grupowa                        |
| Ziraat Bankkart                      | półfinał                            |

## Drabinka
|  |              |                                      |              |                       |   |                 |           |           |  |  |       |       |       |
|  | Ćwierćfinały | Ćwierćfinały                         | Ćwierćfinały |                       |   | Półfinały       | Półfinały | Półfinały |  |  | Finał | Finał | Finał |
|  | Ćwierćfinały | Ćwierćfinały                         | Ćwierćfinały |                       |   | Półfinały       | Półfinały | Półfinały |  |  | Finał | Finał | Finał |
|  |              |                                      |              |                       |   |                 |           |           |  |  |       |       |       |
|  |              |                                      |              |                       |   |                 |           |           |  |  |       |       |       |
|  | 1            | Ziraat Bankkart                      | 3            |                       |   |                 |           |           |  |  |       |       |       |
|  | 1            | Ziraat Bankkart                      | 3            |                       |   |                 |           |           |  |  |       |       |       |
|  |              | Spor Toto                            | 0            |                       |   |                 |           |           |  |  |       |       |       |
|  |              | Spor Toto                            | 0            |                       | 1 | Ziraat Bankkart | 2         |           |  |  |       |       |       |
|  |              |                                      |              |                       | 1 | Ziraat Bankkart | 2         |           |  |  |       |       |       |
|  |              |                                      | 4            | Arkas Spor            | 3 |                 |           |           |  |  |       |       |       |
|  | 4            | Arkas Spor                           | 4            | Arkas Spor            | 3 | 3               |           |           |  |  |       |       |       |
|  | 4            | Arkas Spor                           |              |                       |   |                 |           |           |  |  |       |       |       |
|  |              | Galatasaray HDI Sigorta              | 1            |                       |   |                 |           |           |  |  |       |       |       |
|  |              | Galatasaray HDI Sigorta              | 1            |                       | 4 | Arkas Spor      | 1         |           |  |  |       |       |       |
|  |              |                                      |              |                       |   |                 |           |           |  |  |       |       |       |
|  |              |                                      | 2            | Halkbank              | 3 |                 |           |           |  |  |       |       |       |
|  | 2            | Halkbank                             | 2            | Halkbank              | 3 | 3               |           |           |  |  |       |       |       |
|  | 2            | Halkbank                             |              |                       |   |                 |           |           |  |  |       |       |       |
|  |              | Brand Group Alanya Belediyespor      | 0            |                       |   |                 |           |           |  |  |       |       |       |
|  |              | Brand Group Alanya Belediyespor      | 0            |                       | 2 | Halkbank        | 3         |           |  |  |       |       |       |
|  |              |                                      |              |                       | 2 | Halkbank        | 3         |           |  |  |       |       |       |
|  |              |                                      | 3            | Fenerbahçe Parolapara | 1 |                 |           |           |  |  |       |       |       |
|  | 3            | Fenerbahçe Parolapara                | 3            | Fenerbahçe Parolapara | 1 | 3               |           |           |  |  |       |       |       |
|  | 3            | Fenerbahçe Parolapara                |              |                       |   |                 |           |           |  |  |       |       |       |
|  |              | Kuşgöz İzmir Vinç Akkuş Belediyespor | 1            |                       |   |                 |           |           |  |  |       |       |       |
|  |              | Kuşgöz İzmir Vinç Akkuş Belediyespor | 1            |                       |   |                 |           |           |  |  |       |       |       |

## Rozgrywki

### Faza grupowa
awans do ćwierćfinału

#### Grupa A
Tabela
| Lp. | Drużyna                 | Mecze | Mecze   | Mecze   | Pkt | Sety | Sety | Sety  | Małe punkty | Małe punkty | Małe punkty |
| Lp. | Drużyna                 | M     | W (3:2) | P (2:3) | Pkt | wyg. | prz. | ratio | zdob.       | str.        | ratio       |
| --- | ----------------------- | ----- | ------- | ------- | --- | ---- | ---- | ----- | ----------- | ----------- | ----------- |
| 1   | Galatasaray HDI Sigorta | 2     | 2 (0)   | 0 (0)   | 6   | 6    | 0    | MAX   | 150         | 116         | 1.293       |
| 2   | Develi Belediyespor     | 2     | 1 (1)   | 1 (0)   | 2   | 3    | 5    | 0.600 | 169         | 178         | 0.949       |
| 3   | Bigadiç Belediyespor    | 2     | 0 (0)   | 2 (1)   | 1   | 2    | 6    | 0.333 | 157         | 182         | 0.863       |

Źródło: 
Punktacja: 3:0 i 3:1 – 3 pkt; 3:2 – 2 pkt; 2:3 – 1 pkt; 1:3 i 0:3 – 0 pkt
Zasady ustalania kolejności: 1. liczba zwycięstw; 2. liczba punktów; 3. stosunek setów; 4. stosunek małych punktów; 5. bilans w bezpośrednich meczach
Wyniki spotkań
| 12.10.2023 16:30 (UTC+3) | Bigadiç Belediyespor | 2:3 (20:25, 25:21, 25:21, 20:25, 13:15) raport | Develi Belediyespor | Atatürk Voleybol Salonu Vestel Spor Kompleksi, Izmir Widzów: 400 Sędziowie: Arzu Uzatöz i Eyüp Can Kayışoğlu |

| 13.10.2023 14:00 (UTC+3) | Develi Belediyespor | 0:3 (22:25, 21:25, 19:25) raport | Galatasaray HDI Sigorta | Atatürk Voleybol Salonu Vestel Spor Kompleksi, Izmir Widzów: 3000 Sędziowie: Yasin Okumuş i Akif Kabak |

| 14.10.2023 14:00 (UTC+3) | Galatasaray HDI Sigorta | 3:0 (25:19, 25:17, 25:18) raport | Bigadiç Belediyespor | Atatürk Voleybol Salonu Vestel Spor Kompleksi, Izmir Widzów: 200 Sędziowie: Ferhat Büyükpamukçu i Necmi Avcı |

#### Grupa B
Tabela
| Lp. | Drużyna                       | Mecze | Mecze   | Mecze   | Pkt | Sety | Sety | Sety  | Małe punkty | Małe punkty | Małe punkty |
| Lp. | Drużyna                       | M     | W (3:2) | P (2:3) | Pkt | wyg. | prz. | ratio | zdob.       | str.        | ratio       |
| --- | ----------------------------- | ----- | ------- | ------- | --- | ---- | ---- | ----- | ----------- | ----------- | ----------- |
| 1   | Spor Toto                     | 2     | 2 (0)   | 0 (0)   | 6   | 6    | 1    | 6.000 | 167         | 131         | 1.275       |
| 2   | Bursa Büyükşehir Belediyesi   | 2     | 1 (0)   | 1 (0)   | 3   | 3    | 3    | 1.000 | 135         | 117         | 1.154       |
| 3   | Hatay Büyükşehir Belediyespor | 2     | 0 (0)   | 2 (0)   | 0   | 1    | 6    | 0.167 | 113         | 167         | 0.677       |

Źródło: 
Punktacja: 3:0 i 3:1 – 3 pkt; 3:2 – 2 pkt; 2:3 – 1 pkt; 1:3 i 0:3 – 0 pkt
Zasady ustalania kolejności: 1. liczba zwycięstw; 2. liczba punktów; 3. stosunek setów; 4. stosunek małych punktów; 5. bilans w bezpośrednich meczach
Wyniki spotkań
| 12.10.2023 19:00 (UTC+3) | Hatay Büyükşehir Belediyespor | 0:3 (15:25, 13:25, 14:25) raport | Bursa Büyükşehir Belediyesi | Atatürk Voleybol Salonu Vestel Spor Kompleksi, Izmir Widzów: 75 Sędziowie: Ferhat Büyükpamukçu i Necmi Avcı |

| 13.10.2023 19:00 (UTC+3) | Spor Toto | 3:1 (25:18, 25:16, 17:25, 25:12) raport | Hatay Büyükşehir Belediyespor | Atatürk Voleybol Salonu Vestel Spor Kompleksi, Izmir Widzów: brak danych Sędziowie: Arzu Uzatöz i Eyüp Can Kayışoğlu |

| 14.10.2023 16:30 (UTC+3) | Bursa Büyükşehir Belediyesi | 0:3 (18:25, 19:25, 23:25) raport | Spor Toto | Atatürk Voleybol Salonu Vestel Spor Kompleksi, Izmir Widzów: 75 Sędziowie: Yasin Okumuş i Serap Kuka |

#### Grupa C
Tabela
| Lp. | Drużyna                              | Mecze | Mecze   | Mecze   | Pkt | Sety | Sety | Sety  | Małe punkty | Małe punkty | Małe punkty |
| Lp. | Drużyna                              | M     | W (3:2) | P (2:3) | Pkt | wyg. | prz. | ratio | zdob.       | str.        | ratio       |
| --- | ------------------------------------ | ----- | ------- | ------- | --- | ---- | ---- | ----- | ----------- | ----------- | ----------- |
| 1   | Brand Group Alanya Belediyespor      | 3     | 3 (0)   | 0 (0)   | 9   | 9    | 2    | 4.500 | 266         | 231         | 1.152       |
| 2   | Kuşgöz İzmir Vinç Akkuş Belediyespor | 3     | 1 (0)   | 2 (1)   | 4   | 6    | 6    | 1.000 | 261         | 259         | 1.008       |
| 3   | Türşad                               | 3     | 1 (0)   | 2 (0)   | 3   | 4    | 6    | 0.667 | 218         | 239         | 0.912       |
| 4   | Rams Global Cizre Belediyespor       | 3     | 1 (1)   | 2 (0)   | 2   | 3    | 8    | 0.375 | 235         | 251         | 0.936       |

Źródło: 
Punktacja: 3:0 i 3:1 – 3 pkt; 3:2 – 2 pkt; 2:3 – 1 pkt; 1:3 i 0:3 – 0 pkt
Zasady ustalania kolejności: 1. liczba zwycięstw; 2. liczba punktów; 3. stosunek setów; 4. stosunek małych punktów; 5. bilans w bezpośrednich meczach
Wyniki spotkań
| 12.10.2023 16:00 (UTC+3) | Rams Global Cizre Belediyespor | 3:2 (21:25, 25:16, 25:20, 21:25, 16:14) raport | Kuşgöz İzmir Vinç Akkuş Belediyespor | Ziraat Bankkart Voleybol Salonu, Ankara Widzów: 150 Sędziowie: Burhan İlhan i Bilal Çağlar |

| 12.10.2023 18:30 (UTC+3) | Türşad | 1:3 (21:25, 19:25, 25:22, 20:25) raport | Brand Group Alanya Belediyespor | Ziraat Bankkart Voleybol Salonu, Ankara Widzów: 100 Sędziowie: Zeki Bocutcu i Ayşim Koşar |

| 13.10.2023 16:00 (UTC+3) | Kuşgöz İzmir Vinç Akkuş Belediyespor | 3:0 (25:19, 25:22, 25:17) raport | Türşad | Ziraat Bankkart Voleybol Salonu, Ankara Widzów: 3000 Sędziowie: Tolga Can Dinçer i Erkan Sarı |

| 13.10.2023 18:30 (UTC+3) | Brand Group Alanya Belediyespor | 3:0 (26:24, 25:16, 25:20) raport | Rams Global Cizre Belediyespor | Ziraat Bankkart Voleybol Salonu, Ankara Widzów: 100 Sędziowie: Koray Yılmazgil i İlknur Çakar |

| 14.10.2023 16:00 (UTC+3) | Brand Group Alanya Belediyespor | 3:1 (25:22, 25:18, 18:25, 25:21) raport | Kuşgöz İzmir Vinç Akkuş Belediyespor | Ziraat Bankkart Voleybol Salonu, Ankara Widzów: 150 Sędziowie: Zeki Bocutcu i Eser Türkoğlu |

| 14.10.2023 18:30 (UTC+3) | Rams Global Cizre Belediyespor | 0:3 (23:25, 21:25, 23:25) raport | Türşad | Ziraat Bankkart Voleybol Salonu, Ankara Widzów: 50 Sędziowie: İbrahim Ünal i Ali Sarıkuzu |

#### Klasyfikacja drużyn z drugich miejsc
| Lp. | Drużyna                              | Mecze | Mecze   | Mecze   | Pkt | Sety | Sety | Sety  | Małe punkty | Małe punkty | Małe punkty |
| Lp. | Drużyna                              | M     | W (3:2) | P (2:3) | Pkt | wyg. | prz. | ratio | zdob.       | str.        | ratio       |
| --- | ------------------------------------ | ----- | ------- | ------- | --- | ---- | ---- | ----- | ----------- | ----------- | ----------- |
| C2  | Kuşgöz İzmir Vinç Akkuş Belediyespor | 2     | 1 (0)   | 1 (0)   | 3   | 4    | 3    | 1.333 | 161         | 151         | 1.066       |
| B2  | Bursa Büyükşehir Belediyesi          | 2     | 1 (0)   | 1 (0)   | 3   | 3    | 3    | 1.000 | 135         | 117         | 1.154       |
| A2  | Develi Belediyespor                  | 2     | 1 (1)   | 1 (0)   | 2   | 3    | 5    | 0.600 | 169         | 178         | 0.949       |

Źródło: 
Punktacja: 3:0 i 3:1 – 3 pkt; 3:2 – 2 pkt; 2:3 – 1 pkt; 1:3 i 0:3 – 0 pkt
Zasady ustalania kolejności: 1. liczba zwycięstw; 2. liczba punktów; 3. stosunek setów; 4. stosunek małych punktów; 5. bilans w bezpośrednich meczach

### Ćwierćfinały
| 13.02.2024 17:00 (UTC+3) | Ziraat Bankkart | 3:0 (25:19, 26:24, 25:16) raport | Spor Toto | Ziraat Bankkart Voleybol Salonu, Ankara Widzów: 200 Sędziowie: Koray Yılmazgil i Ali Sarıkuzu |

| 13.02.2024 15:00 (UTC+3) | Arkas Spor | 3:1 (24:26, 29:27, 25:20, 25:17) raport | Galatasaray HDI Sigorta | Atatürk Voleybol Salonu Vestel Spor Kompleksi, Izmir Widzów: 850 Sędziowie: Sadettin Deneri i Eyüp Can Kayışoğlu |

| 13.02.2024 13:00 (UTC+3) | Halkbank | 3:0 (25:20, 25:14, 25:21) raport | Brand Group Alanya Belediyespor | Ziraat Bankkart Voleybol Salonu, Ankara Widzów: 700 Sędziowie: Burhan İlhan i Eser Türkoğlu |

| 13.02.2024 17:00 (UTC+3) | Fenerbahçe Parolapara | 3:1 (23:25, 31:29, 25:21, 28:26) raport | Kuşgöz İzmir Vinç Akkuş Belediyespor | Ziraat Bankkart Voleybol Salonu, Ankara Widzów: 90 Sędziowie: Erol Akbulut i Uğur Ateş |

### Turniej finałowy

#### Półfinały
| 26.03.2024 14:00 (UTC+3) | Ziraat Bankkart | 2:3 (25:23, 32:30, 23:25, 20:25, 11:15) raport | Arkas Spor | Cengiz Göllü Voleybol Salonu, Bursa Widzów: 500 Sędziowie: Sadettin Deneri i Ahmet Oğuzhan Ünal |

| 26.03.2024 17:00 (UTC+3) | Halkbank | 3:1 (25:12, 25:16, 20:25, 26:24) raport | Fenerbahçe Parolapara | Cengiz Göllü Voleybol Salonu, Bursa Widzów: 2000 Sędziowie: Yavuz Akdemir i Yasin Okumuş |

#### Finał
| 27.03.2024 17:00 (UTC+3) | Arkas Spor | 1:3 (25:23, 23:25, 26:28, 23:25) raport | Halkbank | Cengiz Göllü Voleybol Salonu, Bursa Widzów: 2000 Sędziowie: Erdal Akıncı i Yasin Okumuş |